# Friederike Schaaf
Friederike Schaaf (* 25. September 1993 in Karlsruhe; verheiratete Bülow) ist eine deutsche Fußballspielerin.

## Karriere
Schaaf begann in Pödinghausen im Mehrspartensportverein TuS Grün-Weiß Pödinghausen im Alter von 13 Jahren mit dem Fußballspielen. Zwei Jahre später gehörte sie dem SC Enger 13/53 aus dem gleichnamigen Ort im Kreis Herford an, für den sie fünf Jahre aktiv war.
Zur Saison 2009/10 wechselte sie zu den B-Juniorinnen des Herforder SV, mit denen sie in der Regionalliga spielte und die Endrunde um die Deutsche Fußballmeisterschaft der B-Juniorinnen 2009/10 erreichte. Dem Jugendalter entwachsen, rückte sie im Jahr 2010 in die zweite Mannschaft auf, für die sie eine Saison lang in der vierklassigen Westfalenliga zum Einsatz kam.
Nach dem Abstieg der ersten Mannschaft aus der Bundesliga am Saisonende 2010/11 kam sie für diese im Wettbewerb um den Bundesliga-Cup 2011 in fünf Spielen der Gruppe B zum Einsatz und gab ihr Pflichtspieldebüt – mit Einwechslung für Verena Aschauer in der 59. Minute – am 23. April 2011 bei der 1:7-Niederlage im Auswärtsspiel gegen den FCR 2001 Duisburg.
Von 2011 bis 2018 gehörte sie dem Herforder SV an, für den sie in 133 Punktspielen eingesetzt wurde und sechs Tore erzielte. Mit dem Aufstieg in die Bundesliga 2014 als Zweitplatzierter – Meister 1. FFC Turbine Potsdam II war dies versagt, da bereits die erste Mannschaft in dieser Spielklasse vertreten war – kam Schaaf am 21. September 2014 (3. Spieltag) beim 3:3-Unentschieden im Auswärtsspiel gegen den FF USV Jena zu ihrem Bundesligadebüt. In den folgenden 15 Punktspielen gelang ihr am 14. Dezember 2014 (13. Spieltag) bei  der 2:4-Niederlage im Auswärtsspiel gegen den SC Sand mit dem Treffer zum 1:3 in der 61. Minute ihr einziges Bundesligator.
Zur Saison 2018/19 wechselte sie zu Arminia Bielefeld in die drittklassige Regionalliga West und trug mit 26 Punktspielen und fünf Toren zur regionalen Meisterschaft, verbunden mit dem Aufstieg in die 2. Bundesliga, bei. In dieser kam sie jedoch nicht zum Einsatz, da sie sich eine halbjährliche Auszeit nahm; Eheschließung und die Geburt ihres ersten Kindes waren der Grund.
Mit Beginn des Jahres 2020 stieß sie zum SV Häger im nordrhein-westfälischen Kreis Gütersloh und blieb bis Saisonende 2021/22 in der Kreisklasse Bielefeld jedoch ohne Einsatz.
Nach der ein Jahr währenden Zeit ohne Verein, gehört sie seit der Saison 2023/24 dem in Werther ansässigen und in der Westfalenliga spielenden Ballspiel-Verein Werther an.

## Erfolge
- Zweiter 2. Bundesliga Nord 2014 und Aufstieg in die Bundesliga
- Meister Regionalliga West 2019